# Gamswiesenspitze

Blick von der Großen Gamswiesenspitze nach Norden

Die Gamswiesenspitzen bilden ein 2486 m ü. A. hohes Bergmassiv im zentralen Teil der Lienzer Dolomiten. Dem Hauptgipfel Große Gamswiesenspitze ist die Kleine Gamswiesenspitze unmittelbar südlich vorgelagert, während nördlich der Bloßkofel (2400 m) anschließt. Das Bergmassiv der Gamswiesenspitzen begrenzt westlich die Laserz, einen beeindruckenden Gebirgskessel.

## Touristische Erschließung
Der Normalweg zweigt bei etwa 2160 m vom Weg zwischen Kerschbaumertörl und Kerschbaumeralm ab und windet sich dann durch ein sehr steiles, teils schrofiges und steinschlaggefährdetes Kar bis etwa 80 m unter den Gipfel in die Scharte zwischen den beiden Hauptgipfeln. Der Rest des Weges zieht sich über den relativ steilen, aber leicht zu erklimmenden grasigen Rücken der Großen Gamswiesenspitze („Gamswiese“). Als erster Tourist erreichte auf diesem Wege – damals ein Jagdsteig – Peter Paul Steidl mit dem Lienzer Bergführer Mathias Marcher 1893 den Gipfel.
2006 wurde ein Klettersteig errichtet, der im unteren Teil vom Normalweg abzweigt und einige spannende Einzelstellen wie eine Seilbrücke, ein kleines Scharterl sowie einige exponierte Stellen im Gipfelaufbau aufweist (Schwierigkeitsgrad C). Die dem Steig seinen Namen gebende Madonna ist mit ihrem Discokugelheiligenschein ebenfalls ein interessanter Anblick. Nach dem Erreichen des Gipfels der Großen Gamswiesenspitze folgt man dem Normalweg in die Scharte vor der Kleinen Gamswiesenspitze, in deren Nordflanke der Steig seine Fortsetzung findet und über schöne Plattenschüsse und einen hübschen Gipfelgrat zu dieser führt. Der Abstieg ins Kerschbaumertörl stellt eine weitere Aufstiegsvariante dar und bietet Schrofengelände und ein paar leichte versicherte Stellen (A-B).
Vor allem in der Westseite gibt es diverse mittelschwere alpine Kletterrouten, beispielsweise die Gamsplatten (UIAA V-, 10 Seillängen) oder die Nordostkante (UIAA IV, 10 Seillängen).